# 1911 en science-fiction
| Années de la science-fiction : 1908 - 1909 - 1910 - 1911 - 1912 - 1913 - 1914    |
| Décennies de la science-fiction : 1880 - 1890 - 1900 - 1910 - 1920 - 1930 - 1940 |

L'année 1911 est marquée, en matière de science-fiction, par les événements suivants.

## Naissances et décès

### Naissances
- 24 janvier : René Barjavel, écrivain français, mort en 1985.
- 24 janvier : Catherine Lucille Moore, écrivain américaine, morte en 1987.
- 17 février : Margaret St. Clair, écrivain américaine de science-fiction, morte en 1995.
- 13 mars : L. Ron Hubbard, écrivain américain, mort en 1986.
- 14 mars : Peter Randa, écrivain belge, mort en 1979.
- 20 juin : Stanley Mullen, écrivain et éditeur américain, mort en 1974.
- 30 juillet : Reginald Bretnor, écrivain américain, mort  en 1992.
- 23 août : Otto Binder, écrivain américain, mort en 1974.
- 2 octobre : Jack Finney, écrivain américain, mort en 1995.
- 11 décembre : Alan Nelson, écrivain américain, mort en 1966.

## Prix
La plupart des prix littéraires de science-fiction actuellement connus n'existaient alors pas.

## Parutions littéraires

### Romans
- Le Mystère des XV par Jean de La Hire.
- Ralph 124C 41+ par Hugo Gernsback.
- Moving the Mountain par Charlotte Perkins Gilman.